# Ivan de Sousa Mendes
Ivan de Souza Mendes (Cordeiro, 23 de fevereiro de 1922 — Rio de Janeiro, 18 de fevereiro de 2010) foi um general-de-exército do Exército Brasileiro.

## Biografia
Nascido em Cordeiro, no estado do Rio de Janeiro, em 23 de fevereiro de 1922.
Ingressou na carreira militar aos 18 anos na Escola Militar do Realengo, no Rio. Em 1964, integrou o grupo de militares liderados pelo general Humberto de Alencar Castelo Branco, envolvido no movimento para derrubar o presidente João Goulart.
Ainda em 1964, o então tenente-coronel foi nomeado prefeito do Distrito Federal - em substituição a Luís Carlos Vítor Pujol - onde permaneceu até maio daquele ano.
Serviu em seguida no gabinete militar, então sob o comando do general Ernesto Geisel. Em julho do mesmo ano, foi trabalhar na embaixada do Brasil no Peru. Retornou ao país em 1967, já promovido a coronel.
No governo do marechal Artur da Costa e Silva esteve lotado no gabinete do ministro do Exército e na gestão do general Emílio Garrastazu Médici trabalhou no gabinete do presidente da Petrobras.
Entre 30 de janeiro de 1976 e 7 de fevereiro de 1979, comandou a Escola de Comando e Estado-Maior do Exército.
Em 15 de março de 1985, após exercer vários comandos e chefias, tornou-se o sexto (e último) diretor do Serviço Nacional de Informações (SNI). Passou para a reserva em 1986 no posto de general-de-exército, mas permaneceu à frente do órgão até 1990, no fim do governo Sarney, quando o SNI foi extinto.
Faleceu em 18 de fevereiro de 2010, aos 87 anos de idade, no Rio de Janeiro. O general era casado com Maria Estela de Sousa Mendes, com quem teve três filhas.